# Dan Albuk
Dan Albuk, pseudônimo de Daniel Martins Costa d'Albuquerque, nascido no Rio de Janeiro em 27 de Julho de 1988, é um escritor e cineasta brasileiro. Atualmente mora na cidade do Porto, em Portugal.

## Na Literatura
Dan Albuk lançou seu primeiro livro "Lerulian: A Queda da Cidade dos Homens" de forma independente em 2010, sendo o livro mais comentado da plataforma "Clube de Autores" na época. Este fato chamou a atenção da editora Novo Século, a qual adquiriu em 2011 os direitos de publicação do livro.
Em 2012, Albuk foi chamado pelo editor e autor de literatura fantástica Raphael Draccon para integrar o quadro de autores do selo Fantasy da Editora Leya - Casa da Palavra, um braço exclusivo para publicações de literatura fantástica no Brasil, trabalhando ao lado de nomes como Afonso Solano, Leonel Caldela e Carolina Munhoz.

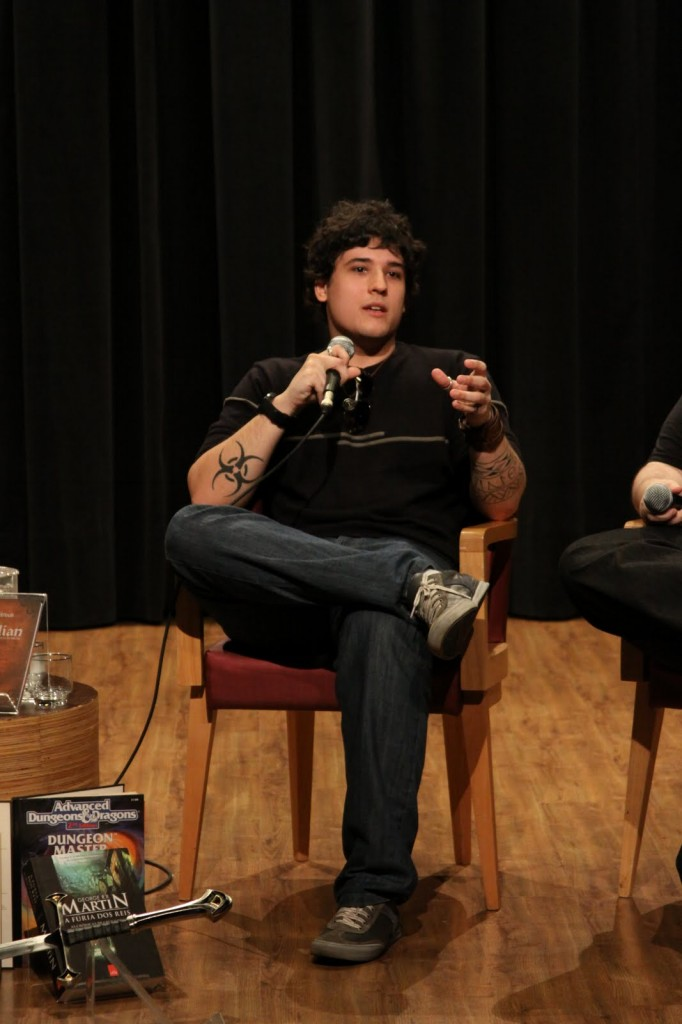

## No Cinema
Dan Albuk começou a carreira no cinema trabalhando como assistente de produção e produtor de set  por diversas produtoras cinematográficas do Rio de Janeiro em 2013, sendo chamado posteriormente para ser assistente de roteiro na Cine Literário do Ponto Cine, sob a direção de Rodrigo Felha. Lá, Albuk trabalhou como roteirista, operador de câmera, fotógrafo e editor em programas, shows e grandes eventos produzidos por Thiago Salles e Adailton Medeiros. Sob a direção da diretora e documentarista Anna Azevedo, Dan Albuk trabalhou como editor e operador de câmera em diversos trabalhos durante as Olimpíadas de 2016.
Albuk também é roteirista, diretor e editor da segunda temporada do programa Salgueiro TV, que acompanhou a jornada da escola de samba Acadêmicos do Salgueiro da escolha do samba enredo até o desfile na Apoteose do Rio de Janeiro durante o Carnaval de 2016.
Seu primeiro curta-metragem "Persona", que foi escrito, produzido, filmado e editado em apenas 72 horas, e no qual foi diretor e roteirista, foi agraciado com 4 prêmios no Festival 72 Horas Rio, entre eles o de Melhor Filme, Melhor Ficção e Melhor Cinematografia. “Persona” foi exibido em diversas mostras pelo Brasil e também na Nova Zelândia, participando também de festivais nacionais.
Em 2018, Albuk escreveu, produziu, dirigiu e editou o longa-metragem independente zero-budget "Pra Onde Levam as Ondas", estrelado por Hugo Carvalho, Oscar Calixto, Paulla Carniell, Ricardo Soares, Bruno Seixas, Mirela Pizani, Aleks Gomes e Rodrigo Odin Leal que conta a história de Virgil (Hugo Carvalho), um introspectivo e obsessivo agente funerário que durante uma de suas sessões de fotografia voyeur vê sua próxima musa: Éden (Paulla Carniell), uma musicista em começo de carreira. “Pra Onde Levam as Ondas", feito totalmente independente e sem apoio financeiro, traz humor irônico e viradas surpreendentes em um estilo ainda pouco disseminado no Brasil. Sua estrutura não linear transforma o longa em um quebra-cabeça que prende o espectador e o convida a montá- lo ao longo de sua exibição.
Em menos de 1 ano, o filme ganhou 16 prêmios internacionais e foi assistido em 13 países. Em destaque, Pra Onde Levam as Ondas foi o vencedor das Corujas de Ouro de Melhor Filme e Melhor Elenco no Festival Internacional de Cinema em Balneário Camboriú, integrou a Seleção Oficial do International New York Film Festival em Nova Iorque, ganhou 4 prêmios no World Premiere Film Awards, em Los Angeles, incluindo Melhor Diretor, Melhor Ator e Melhor Atriz, foi vencedor do prêmio de Melhor Filme no Brazil International Film Festival no Rio Janeiro, além de ter contado com uma estréia mundial no festival Lift- Off Global Network do Pinewood Studios no Reino Unido, onde ganhou o prêmio de Melhor Filme e Melhor Audiência.
Pra Onde Levam as Ondas é distribuído pela O2 Play Filmes, distribuidora da consagrada O2 Filmes e está disponível nas principais plataformas digitais.

## Filmografia
Filmes:
| Ano  | Título                  | Função                                 | Categoria      |
| 2016 | Persona                 | Diretor e Roteirista                   | Curta-metragem |
| 2021 | Pra Onde Levam as Ondas | Roteirista, Produtor, Diretor e Editor | Longa-metragem |

Programas:
| Ano  | Título                                                   | Função                         |
| 2014 | Cine Literário (Ponto Cine)                              | Assistente de Roteiro          |
| 2016 | Mostra de Acessibilidade Paralimpíadas 2016 (Ponto Cine) | Operador de Câmera e Fotógrafo |
| 2016 | Salgueiro TV 1 temporada 2016                            | Operador de Câmera e Editor    |
| 2017 | Salgueiro TV 2 temporada 2017                            | Roteirista, Diretor e Editor   |

## Prêmios
| Ano  | Trabalho Nomeado        | Prêmio                                                 | Categoria                                                 |
| 2016 | Persona                 | Festival 72 Horas Rio                                  | Melhor Filme                                              |
| 2016 | Persona                 | Festival 72 Horas Rio                                  | Melhor Cinematografia                                     |
| 2016 | Persona                 | Festival 72 Horas Rio                                  | Melhor Ficção                                             |
| 2016 | Persona                 | Festival 72 Horas Rio                                  | Melhor Uso dos Elementos Criativos                        |
| 2021 | Pra Onde levam as Ondas | Vesuvius International Film Fest                       | Best Cast                                                 |
| 2021 | Pra Onde levam as Ondas | Lift-Off Sessions                                      | Best Feature, Audience Award                              |
| 2021 | Pra Onde levam as Ondas | International New York Film Festival                   | Official Selection                                        |
| 2021 | Pra Onde levam as Ondas | Brazil International Film Festival                     | Best Feature Film - PT                                    |
| 2021 | Pra Onde levam as Ondas | OTB Film Awards                                        | Best Indie Film, Best First Time Director, Audience Award |
| 2021 | Pra Onde levam as Ondas | World Premiere Film Awards                             | Best Director, Best Screenplay, Best Actress, Best Actor  |
| 2021 | Pra Onde levam as Ondas | London International Monthly Film Festival             | Special Mention                                           |
| 2021 | Pra Onde levam as Ondas | Madeira International Film Awards                      | Official Selection                                        |
| 2021 | Pra Onde levam as Ondas | Hollywood First Time Filmmaker Showcase                | Official Selection                                        |
| 2021 | Pra Onde levam as Ondas | Portugal International Film Festival                   | Jury Award - Best Feature                                 |
| 2021 | Pra Onde levam as Ondas | Festival Internacional de Cinema de Balneário Camboriú | Best Feature, Best Cast                                   |
| 2021 | Pra Onde levam as Ondas | Willlachen Comedy & Satire Filmprize                   | Special Mention                                           |